# Plutocracia
Plutocracia (em grego:  πλοῦτος, ploutos, "riqueza" e κράτος, kratos, "poder") é uma sociedade que é governada ou controlada por pessoas de grande riqueza ou renda. Esta concentração de poder nas mãos da elite econômica é acompanhada de profunda desigualdade de renda e baixo grau de mobilidade social. Ao contrário de sistemas como democracia, liberalismo, socialismo, comunismo ou anarquismo, a plutocracia não está enraizada em uma filosofia política estabelecida.[carece de fontes?]